# Eastern Time Zone
 "EDT" omdirigeres hertil. For andre betydninger af EDT, se EDT (flertydig).
Eastern Time Zone (ET) er en tidszone i det østlige USA, det østlige Canada og delstaten Quintana Roo i Mexico. Tidszonen er fem timer bagud i forhold til Universal Time, Coordinated (UTC-5). Tidzonerne for normaltid og sommertid benævnes henholdsvis Eastern Standard Time (EST) og Eastern Daylight Time (EDT). Der er også lande i Sydamerika som bruger UTC−05:00, men der kaldes den ikke Eastern Time Zone.
- Eastern Standard Time (EST) er den tid, der benyttes som normaltid og er normaltid for zonen (UTC-5).[1]

- Eastern Daylight Time (EDT) er den tid, der benyttes som sommertid og afviger med en time (UTC-4).[2]

## Canada
Eastern Time Zone bruges i Canada af følgende provinser og territorier:
- Québec med undtagelse af nogle områder øst for længdegraden 63° vest som bruger Atlantic Time.
- Ontario med undtagelse af området vest for længdegraden 90° som bruger Central Time.
- Dele af Nunavut

Sommertid starter 2. søndag i marts kl. 02:00 EST og ender 1. søndag i november kl. 02:00 EDT. Southampton Island i Nunavut bruger dog Eastern Standard Time hele året.

## USA
Afgrænsningen af Eastern Time Zone er i USA reguleret i Code of Federal Regulations.
Siden 2005 starter sommertid i USA 2. søndag i marts kl. 02:00 EST og ender 1. søndag i november kl. 02:00 EDT
Amerikanske stater i Eastern Time Zone:
- Connecticut
- Delaware
- District of Columbia
- Florida – Sydlige/østlige dele
  - Undtagen Bay, Calhoun, Escambia, Holmes, Jackson, Okaloosa, Santa Rosa, Walton and Washington counties og nordlige Gulf lande
- Georgia
- Indiana – undtagen disse nordvestlige amter nær Chicago:
  - Lake, Porter, La Porte, Newton, Jasper, Starke
    - og disse nordvestlige amter i Indiana nær Evansville:

  - Knox, Daviess, Gibson, Pike, Dubois, Posey, Vanderburgh, Warrick, Perry
- Kentucky – Østlige dele
  - Amterne Anderson, Bath, Bell, Boone, Bourbon, Boyd, Boyle, Bracken, Breathitt, Bullitt, Campbell, Carroll, Carter, Casey, Clark, Clay, Elliott, Estill, Fayette, Fleming, Floyd, :Franklin, Gallatin, Garrard, Grant, Greenup, Hancock, Hansock, Hardin, Harlan, Harrison, Henry, Jackson, Jefferson, Jessamine, Johnson, Kenton, Knott, Knox, Larue, Laurel, Lawrence, :Lee, Leslie, Letcher, Lewis, Lincoln, Madison, Magoffin, Marion, Martin, Mason, McCreary, Meade, Menifee, Mercer, Montgomery, Morgan, Nelson, Nicholas, Oldham, Owen, Owsley, :Pendleton, Perry, Pike, Powell, Pulaski, Robertson, Rockcastle, Rowan, Scott, Shelby, Spencer, Taylor, Trimble, Washington, Wayne, Whitley, Wolfe og Woodford
- Maine
- Maryland
- Massachusetts
- Michigan – undtagen disse vestlige amter:
  - Dickinson, Gogebic, Iron, og Menominee
- New Hampshire
- New Jersey
- New York
- North Carolina
- Ohio
- Pennsylvania
- Rhode Island
- South Carolina
- Tennessee – Østlige amter:
  - Anderson, Blount, Bradley, Campbell, Carter, Claiborne, Cocke, Grainger, Greene, Hamblen, Hamilton, Hancock, Hawkins, Jefferson, Johnson, Knox, Loudon, McMinn, Meigs, Monroe, :Morgan, Polk, Rhea, Roane, Scott, Sevier, Sullivan, Unicoi, Union, og Washington
- Vermont
- Virginia
- West Virginia

## Mexico
I Mexico kaldes tidszonen Zona Sureste (sydøstzonen) og anvendes i delstaten Quintana Roo. Tidszonen blev indført i 2015 efter ønske fra turisterhvervet i delstaten som bl.a. omfatter turistmålet Cancún. Der er ikke sommertid i Quintana Roo.